# Cordilura laterillii
Cordilura laterillii är en tvåvingeart som först beskrevs av Robineau-desvoidy 1830.  Cordilura laterillii ingår i släktet Cordilura och familjen kolvflugor.
Artens utbredningsområde är Frankrike. Inga underarter finns listade i Catalogue of Life.